# Wachtmeister Studer (Film)
Wachtmeister Studer, in Deutschland unter dem Titel Kriminalkommissar Studer verliehen und bekannt, ist ein Schweizer Kriminalspielfilm aus dem Jahre 1939 mit Heinrich Gretler in der Titelrolle. Die Regie in der Verfilmung von Friedrich Glausers Schlumpf Erwin Mord führte Leopold Lindtberg.

## Handlung
Wachtmeister Studer von der Kantonspolizei besucht in der Zelle den Untersuchungshäftling Erwin Schlumpf. Der hängt leblos an den Gitterstäben, von denen ihn Studer mit Hilfe eines Wärters wieder herunterholt. Durch Wiederbelebungsmassnahmen kann Studer den verhinderten Selbstmörder Schlumpf zurück ins Leben holen. Schlumpf, ein Violinist, wird derzeit verdächtigt, den Kaufmann und Gemeindekassierer Witschi, den man im Wald nahe der Ortschaft Gerzenstein tot aufgefunden hatte, ermordet zu haben. Schlumpf, der die Tat vehement bestreitet, hatte den Fehler begangen, nach dem Auffinden der Leiche Hals über Kopf zu fliehen. Nun wird sein Suizidversuch als Geständnis gewertet. Studer ist diesbezüglich weit weniger sicher und begibt sich daher nach Gerzenstein, um vor Ort den Fall noch einmal gründlich aufzurollen. Doch die Dörfler geben sich zugeknöpft und maulfaul, kaum einer will Studer vernünftig Auskunft geben. Immerhin erfährt er, dass der Tote in eine Unterschlagung von Mündelgeldern verwickelt gewesen sein soll. Witschis Kinder, Armin und Sonja, letztgenannte zugleich Schlumpfs Verlobte, geben sich alle Mühe, für Studer hilfreiche Spuren zu verwischen. Auch die Einheimischen sind sich mitunter nicht sonderlich grün untereinander.
Gemeindepräsident Aeschbacher lässt in dem von ihm kontrollierten Amtsblatt durchscheinen, dass Gottlieb Ellenberger, der im Ort eine Baumschule betreibt, die auch Strafgefangene wie jetzt Schlumpf beschäftigt, (Mit-)Schuld an dem verübten Verbrechen trage. Ellenberger lässt sich das jedoch nicht gefallen und konfrontiert in der Dorfschenke seinen Widersacher auf eine Schweizeigene, behäbige Art: er setzt sich an Aeschbachers Tisch und versucht ihn bei einem Schnaps im Kartenspiel herauszufordern und zu besiegen. Studer nutzt die Gunst der Stunde, setzt sich zu ihnen an den Tisch und steckt in einem unbemerkten Moment eine Spielkarte mit den Fingerabdrücken der beiden ein. In seinem Pensionszimmerchen sichert er die Abdrücke der beiden Kontrahenten und Verdächtigen. Auf dem Marktfest am Tag darauf kommt es zu einer etwas ernsthafteren Konfrontation zwischen den Einheimischen und Ellenbergers Sträflingstruppe. Als die Gefangenen als Orchester auftreten sollen, beginnen einige aufgestachelte Gerzensteiner sie mit Steinen zu bewerfen. Studer will eingreifen, doch Aeschbacher kann ihn davon abhalten, in dem er dem Polizeiermittler mitteilt, dass seine Vorgesetzten in Thun ihn zurückberufen hätten. Der Fall sei abgeschlossen, denn Schlumpf habe die Tat endlich gestanden. Studer nimmt Schlumpfs Verlobte Sonja mit und konfrontiert die beiden miteinander. Da stellt sich heraus, dass Witschis Tod ein Unfall gewesen war. Er hatte sich versehentlich selbst getötet, als er einen Unfall mit einer Waffe vortäuschte, um so einen Versicherungsbetrug zu begehen.
Zwar wird Schlumpf daraufhin wieder auf freien Fuss gesetzt, doch ist der Fall für Studer noch längst nicht abgeschlossen. Denn irgendetwas ist an diesem Fall faul: das Kaliber der Kugel, die Witschi tötete, entspricht nicht dem Kaliber von Witschis Waffe. Studer widersetzt sich der Anordnung seines Vorgesetzten und kehrt daraufhin noch einmal nach Gerzenstein zurück. Unter der Fahrer-Sitzbank des Autos von Gottlieb Ellenberger findet er eine Waffe, auf der sich Aeschbachers Fingerabdrücke befinden. Studer setzt den Gemeindevorsteher daraufhin solange unter Druck, bis dieser gesteht, Witschi getötet zu haben. Dieser habe ihn nämlich erpresst, da nicht etwa Witschi, sondern er, Aeschbacher, in die Unterschlagungsaffäre verwickelt gewesen war. Studer nimmt den Gemeindepräsidenten fest. Auf dem Weg zur Polizeidienststelle fährt Aeschbacher mit seinem Fahrzeug und Studer als Beifahrer in selbstmörderischer Absicht in einer Kurve geradeaus und saust über den Strassenrand, bis er in einen See stürzt und darin ertrinkt. Wachtmeister Studer gelingt es im letzten Augenblick, bei voller Fahrt aus dem Fahrzeug herauszuspringen. Studer hat Knochenbrüche davongetragen und liegt nun in seinem Krankenbett. Da erhält er Besuch von Sonja und Schlumpf, der ihm aus Dankbarkeit eine der von Studer so geliebten Brissagos schenkt und heimlich zusteckt. Unter Studers Krankenzimmer spielen Schlumpfs Musikerkollegen in Anerkennung «Üb immer treu und Redlichkeit».

## Produktionsnotizen
Die Dreharbeiten zu Wachtmeister Studer fanden von Juni bis August 1939 statt. Die Innenaufnahmen entstanden im Filmstudio Rosenhof in Zürich, die Aussenaufnahmen wurden in Andelfingen, Greifensee, Türlensee, Zürich-Witikon (Friedhofsszene) und Frauenfeld hergestellt. Die Uraufführung fand am 13. Oktober 1939 im Zürcher Urban-Kino statt. In Deutschland lief der Film unter dem Titel Kriminalkommissar Studer zum Jahresbeginn 1949 an.
Die Produktionsleitung lag in den Händen von Max Plüss, die Filmbauten entwarf Robert Furrer. Robert Trösch spielte nicht nur eine Rolle, sondern stand überdies Lindtberg als Regieassistent zur Seite.
Die zur Drehzeit knapp 20-jährige Anne-Marie Blanc debütierte hier vor der Kamera. Co-Drehbuchautor Horst Budjuhn, soeben aus Deutschland in der Schweiz angekommen, gab hiermit seinen Einstand beim eidgenössischen Film. Er hatte mit seinem Manuskript zu dem Rühmann-Film Der Florentiner Hut, der gerade auch in der Schweiz angelaufen war, eine ideale Visitenkarte für den Eintritt im Schweizer Filmwesen abgegeben. In den kommenden drei Jahren wurde er ein vielbeschäftigter Drehbuchautor der Eidgenossenschaft.
Für Heinrich Gretler bedeutete der Studer den endgültigen Durchbruch als erster Charakterdarsteller des Schweizer Films. Trotz beachtlicher Medienwerbung und grossen (nahezu durchgängig positiven) Presseechos 1939 soll Wachtmeister Studer seine «erklecklichen Kosten nur knapp eingespielt» haben.

## Kritiken
«Glausers zärtlich verletzlicher, schlauer und insgeheim bekommener Studer wird paternalistisch, mürrisch, massig, einmal feldweibelmässig autoritär, dann wieder verwirrt und linkisch (bei Frauen) – plumpe Biederkeit und redliche … Gutmütigkeit ersetzen die Subversivität der Originalfigur. Allein durch Gretlers physische Erscheinung wird sein Wachtmeister obrigkeitshöriger – der Marlowe der Berner Armenviertel verwandelt sich einen ländlichen und markigen Maigret… Während der echte Studer nur seiner eigenen Ethik und sich mit dem Polizeiapparat, den er vertritt, niemals identifiziert, gibt Gretler einen niederen aber heroischen, an seiner Aufgabe nie zweifelnden Beamten, der „mehr tut als nur seine Pflicht“. (…) Wohlweislich unterlässt die jubilierende Presse von 1939 die Erwähnung, dass auch der Kino-Studer seine Aufgabe nur dank Kompetenz-Überschreitung und Insubordination zufriedenstellend zu erfüllen vermag!»

«Humanität und Redlichkeit bestimmen die Atmosphäre des geradlinig und sorgfältig inszenierten Kriminalfilms nach einem Roman von Friedrich Glauser.»

«Schlicht grandios wurde Wachtmeister Studer von Heinrich Gretler verkörpert: Ein Mann von spiesserhaftem Aussehen, die Brissago zwischen die Zähne geklemmt, rauh und ungehobelt im Äusseren, doch nie ohne Mitgefühl.»